# Villel de Mesa
Villel de Mesa – gmina w Hiszpanii, w prowincji Guadalajara, w Kastylii-La Mancha, o powierzchni 37,07 km². W 2011 roku gmina liczyła 217 mieszkańców.